# Saltos ornamentais nos Jogos Pan-Americanos de 2007
Os saltos ornamentais nos Jogos Pan-Americanos de 2007 foram realizados no Parque Aquático Maria Lenk do Complexo Esportivo Cidade dos Esportes entre 25 e 28 de julho. Foram disputadas oito provas, quatro masculinas e quatro femininas.

## Países participantes
Nove delegações apresentaram atletas participantes nas competições de saltos ornamentais, totalizando 24 homens e 25 mulheres:
- BER Bermudas (1)
- BRA Brasil (7)
- CAN Canadá (8)
- COL Colômbia (3)
- CUB Cuba (7)
- USA Estados Unidos (8)
- GUY Guiana (1)
- MEX México (7)
- VEN Venezuela (7)

## Medalhistas
Masculino
| Evento                                   | Ouro                                             | Prata                                       | Bronze                                       |
| ---------------------------------------- | ------------------------------------------------ | ------------------------------------------- | -------------------------------------------- |
| Trampolim de 3 m individual detalhes     | Alexandre Despatie CAN Canadá                    | César Castro BRA Brasil                     | Troy Dumais USA Estados Unidos               |
| Plataforma de 10 m individual detalhes   | José Antônio Guerra CUB Cuba                     | Rommel Pacheco MEX México                   | Alexandre Despatie CAN Canadá                |
| Trampolim de 3 m sincronizado detalhes   | Mitchell Richeson Troy Dumais USA Estados Unidos | Erick Fornaris Jorge Betancourt CUB Cuba    | Alexandre Despatie Arturo Miranda CAN Canadá |
| Plataforma de 10 m sincronizado detalhes | David Boudia Thomas Finchum USA Estados Unidos   | Erick Fornaris José Antônio Guerra CUB Cuba | Juan Urán Víctor Ortega COL Colômbia         |

Feminino
| Evento                                   | Ouro                                        | Prata                                             | Bronze                                                 |
| ---------------------------------------- | ------------------------------------------- | ------------------------------------------------- | ------------------------------------------------------ |
| Trampolim de 3 m individual detalhes     | Paola Espinosa MEX México                   | Laura Sánchez MEX México                          | Kelci Bryant USA Estados Unidos                        |
| Plataforma de 10 m individual detalhes   | Paola Espinosa MEX México                   | Haley Ishimatsu USA Estados Unidos                | Juliana Veloso BRA Brasil                              |
| Trampolim de 3 m sincronizado detalhes   | Laura Sánchez Paola Espinosa MEX México     | Ariel Rittenhouse Kelci Bryant USA Estados Unidos | Meaghan Benfeito Kelly MacDonald CAN Canadá            |
| Plataforma de 10 m sincronizado detalhes | Emilie Heymans Marie-Eve Marleau CAN Canadá | Paola Espinosa Tatiana Ortiz MEX México           | Haley Ishimatsu Mary Beth Dunnichay USA Estados Unidos |

## Quadro de medalhas
| Ordem | País               | Medalha de ouro | Medalha de prata | Medalha de bronze |    |
| ----- | ------------------ | --------------- | ---------------- | ----------------- | -- |
| 1     | MEX México         | 3               | 3                |                   | 6  |
| 2     | USA Estados Unidos | 2               | 2                | 3                 | 7  |
| 3     | CAN Canadá         | 2               |                  | 3                 | 5  |
| 4     | CUB Cuba           | 1               | 2                |                   | 3  |
| 5     | BRA Brasil         |                 | 1                | 1                 | 2  |
| 6     | COL Colômbia       |                 |                  | 1                 | 1  |
| TOTAL | TOTAL              | 8               | 8                | 8                 | 24 |